# نگمچک (استان کویافسکو-پومورسکی)
نگمچک (به لاتین: Niemczyk) یک روستا در لهستان است که در گمینا پاپووو بیسکوپیه واقع شده‌است.